# Apoera
Apoera o Apura è una località del Suriname del comune di Kabalebo, facente parte del distretto del Sipaliwini. Sorge sulle rive del fiume Courantyne, vicino al confine con la Guyana.